# Bárður á Steig Nielsen
Bárður á Steig Nielsen (Vestmanna, 16 aprile 1972) è un ex pallamanista e politico faroese, primo ministro delle Fær Øer dal settembre 2019 fino al dicembre 2022.

## Biografia
È stato giocatore della pallamano con la maglia numero 5 che ha militato dal 1993 al 2000 per la VÍF Vestmanna.